# Melese underwoodi
Melese underwoodi är en fjärilsart som beskrevs av Rothschild 1917. Melese underwoodi ingår i släktet Melese och familjen björnspinnare. Inga underarter finns listade i Catalogue of Life.